# Jef Demuysere
Jef Demuysere (Wervik, 22 de agosto de 1907 - Antuérpia, 2 de maio de 1969) foi um ciclista belga  profissional entre 1928 e 1938, conseguindo 14 vitórias. Destacam as suas boas actuações nas Grandes Voltas. No Tour de France conseguiu acabar duas vezes terceiro da classificação geral (1929 e 1930) e uma segundo (1931), além de ganhar três etapas; enquanto no Giro d'Italia finalizou duas vezes em segunda posição (1932, 1933). Em 1934 ganhou a Milão-Sanremo.

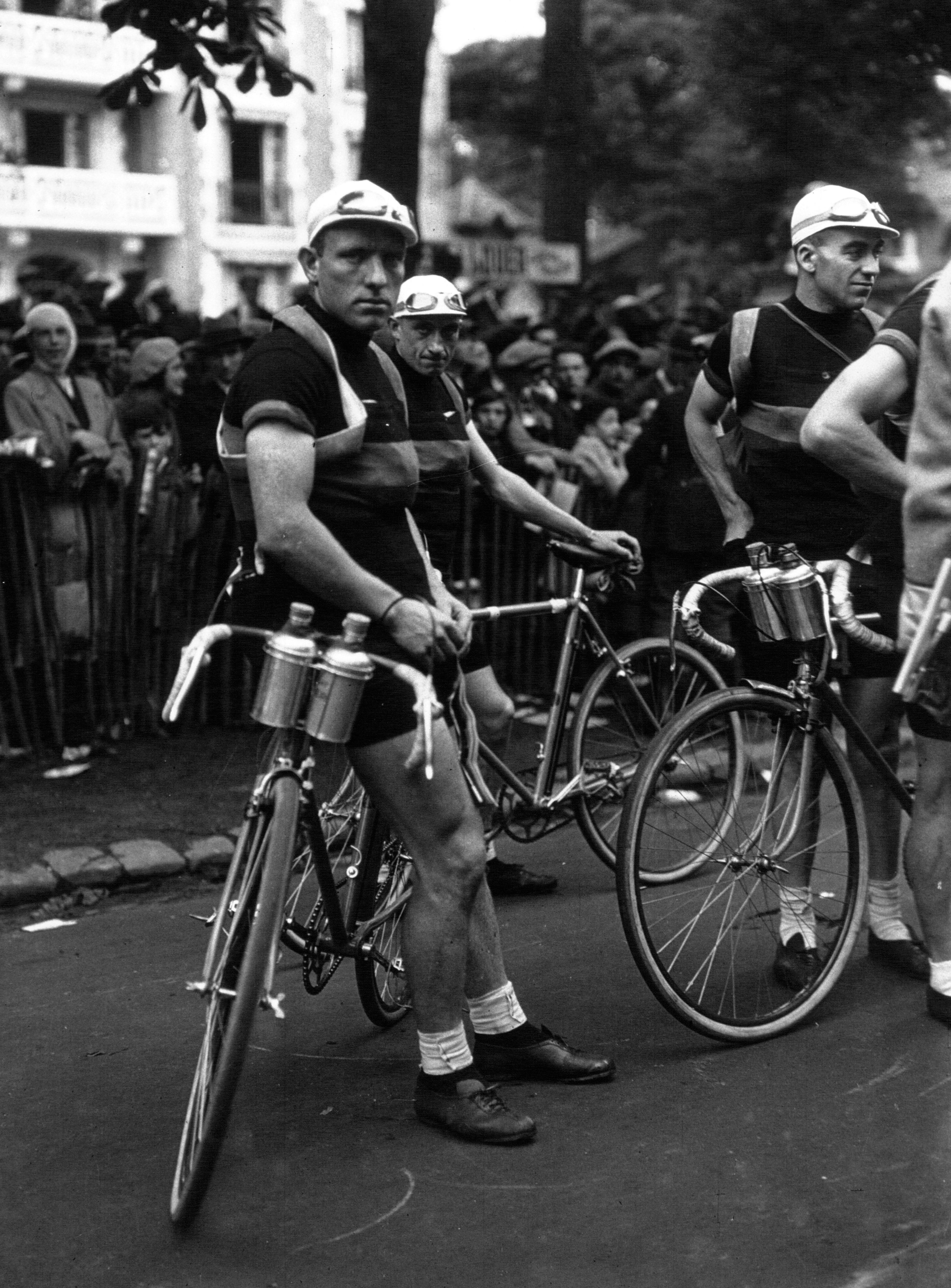
Jef Demuysere no Tour de France de 1932.

## Palmarés
1926
- 1º na Paris-Arrás

1927
- 1º no Tour des Flandres dos Independentes

1929
- 1º na Paris-Longwy
- 1º no Grande Prêmio de Lilla
- 1º em Wervik
- Vencedor de uma etapa ao Tour de France

1930
- 1º no Circuito de Morbihan

1931
- 1º no Circuito das Regiões Flamengas
- Vencedor de 2 etapas ao Tour de France

1932
- Campeão da Bélgica de ciclo-cross

1933
- Vencedor de uma etapa da Volta à Catalunha

1934
- 1º na Milão-Sanremo

1935
- 1º no Prêmio de Poperinge

## Resultados nas grandes voltadas
| Carreira        | 1929 | 1930 | 1931 | 1932 | 1933 | 1934 | 1935 |
| --------------- | ---- | ---- | ---- | ---- | ---- | ---- | ---- |
| Giro d'Italia   | -    | -    | -    | 2º   | 2º   | 11º  | 40º  |
| Tour de France  | 3º   | 4º   | 2º   | 8º   | -    | -    | -    |
| Volta a Espanha | X    | X    | X    | X    | X    | X    | -    |